# Tablice rejestracyjne w Mongolii

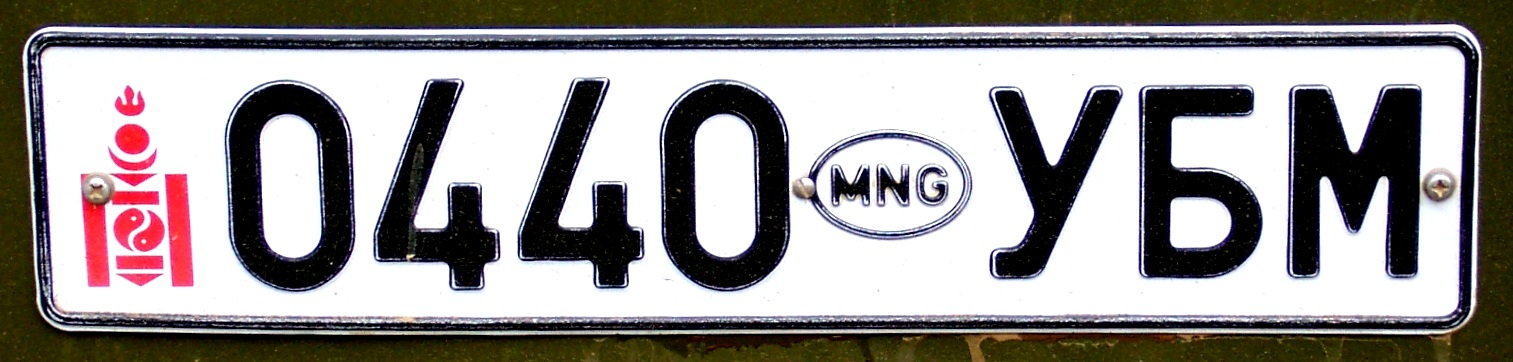
Mongołska tablica rejestracyjna według nowego wzoru

Mongolskie tablice rejestracyjne składają się z czterech cyfr i trzech liter cyrylicy. Ich wygląd mocno przypomina radzieckie tablice z lat 80. wykonane według standardu GOST 3207-77.
W 2001 r. wzór tablic uległy małej zmianie: muszą one teraz zawierać narodowy symbol Mongolii (Sojombo) w kolorze czerwonym po lewej stronie.
Pierwsze dwie litery grupy 3-literowej oznaczają w którym ajmaku pojazd był rejestrowany:
| Kod            | Ajmak                |
| -------------- | -------------------- |
| АР             | Północnochangajski   |
| БН             | Bajanchongorski      |
| БӨ             | Bajanolgijski        |
| БУ             | Bulgański            |
| ЧО             | Czojbalsan (miasto)  |
| ДА             | Darchański           |
| ДН             | Wschodni             |
| ДО             | Wschodniogobijski    |
| ДУ             | Środkowogobijski     |
| ЭТ             | Erdenet              |
| ГО             | Gobijsko-ałtajski    |
| ХЭ             | Chentejski           |
| ХО             | Kobdoski             |
| ХӨ             | Chubsugulski         |
| НА             | Nalajch              |
| ӨМ             | Południowogobijski   |
| ӨВ             | Południowochangajski |
| СЭ             | Selengijski          |
| СУ             | Suchebatorski        |
| СБ             | Suche Bator          |
| ТӨ             | Centralny            |
| УБ, УН, УА, УЕ | Ułan Bator           |
| УВ             | Uwski                |
| ЗА             | Dzawchański          |